# Suri (služba)
SURI.CZ je internetová služba zaměřující se na rodinné finance. Jejím cílem je revidovat všechny smlouvy svých klientů a kontinuálně hledat a nabízet výhodnější nabídky na trhu. Zaměřuje se na pojištění vozidel, tedy na pojištění odpovědnosti z provozu vozidla a havarijní pojištění.
Služba SURI.CZ byla spuštěna na podzim roku 2016. Provozuje ji společnost PFP, s.r.o., poskytující služby v oblasti pojišťovnictví již od roku 1999. PFP, s.r.o. je vedena v registru ČNB jako samostatný zprostředkovatel pojištění a je dceřinou společností pojišťovací makléřské společnosti RENOMIA, a. s.

## Služby
SURI.CZ funguje jako nezávislý online srovnávač pojištění a své služby nabízí také prostřednictvím mobilní aplikace.
Svými službami SURI.CZ reaguje především na skutečnost, že část lidí se nezabývá smlouvami, které mají již několik let uzavřeny, a také se dostatečně neorientují ve smluvních podmínkách. Dle průzkumu agentury Perfect Crowd například 61 % dotazovaných neví, co znamená výročí smlouvy.
SURI.CZ průběžně monitoruje termíny výročí smluv klientů. Vždy před termínem výročí smlouvy anebo koncem její platnosti SURI.CZ zašle klientovi upozornění s nabídkou vhodnější alternativy. Služba tak automaticky předchází nevýhodnosti starších a nevýhodnějších smluv.
SURI.CZ poskytuje asistenci v průběhu celého pojišťovacího procesu od výběru pojištění až po likvidaci případné pojistné události.

## Zajímavosti
Název SURI.CZ je odvozen od surikat. V roli maskotů vystupuje trojice surikat: Ela, Maty a Teo. Objevují se na webu i v marketingových kampaních a svým charakterem mají symbolizovat hlavní benefity nabízených služeb - jednoduchost, výhodnost a péči o klienty.